# Der Zauberregen
Der Zauberregen ist ein deutscher Kurzfilm von Klaus Knoesel und Jörg Münchhoff aus dem Jahr 2009.
Der Film stellt das Thema der menschlichen Erfahrung mit dem Tod und der Angst in einen gruseligen, märchenhaften Kontext.
Der Film wurde 2010 auf den 44. internationalen Hofer Filmtagen dem Publikum vorgestellt.
Er ist eine von der Filmförderung unabhängige Produktion.

## Handlung
Der Kurzfilm schildert die Geschichte der sterbenskranken Sarah, erzählt und erlebt durch ein kleines Mädchen.
Selbst krebserkrankt, beschäftigt sich die erwachsene Sarah mit der Angst vor dem Tod. Dabei erinnert sie sich an ihre Jugend und den Tod ihres Vaters, der wie sie an Krebs erkrankte und der Krankheit erlag:
Das zehnjährige Mädchen Sarah lebt in einer Fantasiewelt mit Zwergen, Elfen und Engeln, und sehnt sich ihrem Geburtstag entgegen. Sie ahnt nicht, dass ihr Vater Max schwer an Krebs erkrankt ist. Dieser bricht eines Tages während der Arbeit zusammen und wird ins Krankenhaus eingeliefert. Sarah hat zunächst große Angst um ihren Vater, als sie ihn im Krankenhaus besucht. Er nimmt ihr jedoch die Angst, indem er sie an ihre hilfreichen Fantasiefreunde erinnert. Sein Zustand verschlechtert sich sodann rapide.
Am nächsten Tag besucht das Mädchen seinen Vater ein letztes Mal im Krankenhaus, und beide freuen sich auf ihren bevorstehenden Geburtstag. Am nächsten Morgen wird sie von ihm geweckt. Sie versteht zunächst nicht, warum er nicht mehr im Rollstuhl sitzt und keine Anzeichen der Krankheit mehr hat. Er erzählt ihr vom Zauberregen, der mit ihm an ihrem Geburtstag erscheinen wird. Als Max im Licht verschwindet, ahnt Sarah, dass ihr Papa gestorben sein muss. Voller Wut und Unverständnis schottet sie sich in ihrer Fantasiewelt ab, und selbst an ihrem Geburtstag spricht sie mit niemandem.
In sich gekehrt bleibt sie bis zu dem Moment, als ein warmer Regen den sonnigen Tag unterbricht und ihr Vater auf sie zugeht. Er nimmt sie in seine Arme, beide lachen glücklich. Als dann der Regen wieder geht – und mit ihm auch Max – erkennt Sarah, dass der Tod nichts Schreckliches ist, sondern nur eine weitere, andere Art von Leben ist.
Als Sarah, nun selbst erwachsen und durch Krankheit dem Tode nahe, in der Kirche des Hospitals diese Geschichte einem kleinen Mädchen erzählt, das von ihr wissen will, ob sie Angst vor dem Sterben habe, lächelt sie nur. Bei ihrem letzten Atemzug verwandelt sich das Mädchen in eine dämonenhafte Gestalt, welche die Bestie Krebs symbolisiert. Ein letztes Mal beginnt es zu donnern und der Zauberregen vertreibt die Dunkelheit. In dem nun entstehenden Regenbogen verschwindet ihre Seele.

## Trivia
- Obwohl 75.000 € Produktionskosten voraus kalkuliert wurden, kam der Kurzfilm durch persönliches Engagement der Schauspieler, Crew und Produktion mit einem Budget von nur 5.000 € aus.

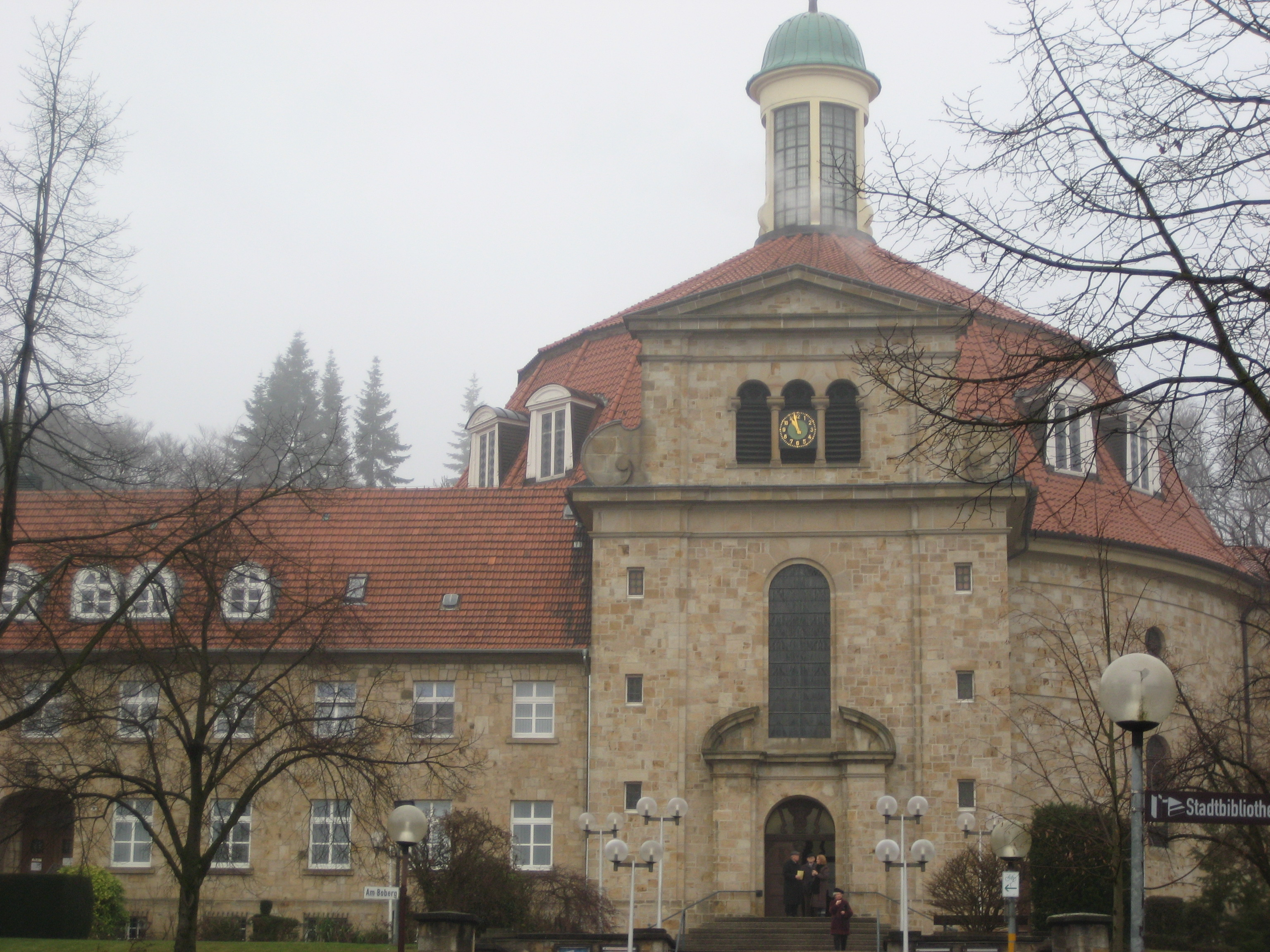
Klosterkirche und Kloster Ohrbeck

- Der Film wurde im Münsterland auf der Fachwerkhofanlage Pöpping[1] in Elte (Rheine) und im Klosterkirche und Kloster Ohrbeck Franziskanerkloster in Ohrbeck/Holzhausen[2], Georgsmarienhütte in nur 4 Drehtagen gedreht.
- Der Film enthält aufwändige 3D-Special Effects, über 80 Elemente sind im Film enthalten. Die Entwicklung dieser Technologie wurde nur ermöglicht durch den privaten Einsatz von Filmexperten, die ihre Arbeit als Produktionsbeitrag unentgeltlich bereitgestellt haben.
- 50 % aller Erlöse gehen an die deutsche Krebshilfe, deren Partner der Film ist.